# Johan Cruyff
Hendrik Johannes Cruijff (n. 25 aprilie 1947, Amsterdam⁠(d), Olanda de Nord, Țările de Jos – d. 24 martie 2016, Barcelona, Catalonia, Spania), cunoscut ca Johan Cruyff, a fost un fotbalist și antrenor de fotbal neerlandez. A primit Balonul de Aur de trei ori (1971, 1973, 1974), record deținut alături de Michel Platini și Marco van Basten, fiind întrecut doar de Cristiano Ronaldo cu 5 baloane de aur și Lionel Messi cu 8 baloane de aur. Cruyff este cunoscut ca cel mai bun exponent al filozofiei Fotbal total, dezvoltată de antrenorul Rinus Michels.
După retragerea sa din fotbal, în 1984, a avut o carieră de succes ca antrenor la Ajax Amsterdam și FC Barcelona, rămânând în continuare sfătuitor la ambele cluburi. Fiul său, Jordi, a ales și el cariera de jucător de fotbal.
Pe 25 martie 2010 a fost numit președinte de onoare al clubului FC Barcelona.

## Cariera de jucător

### Ajax Amsterdam (1964-1973)

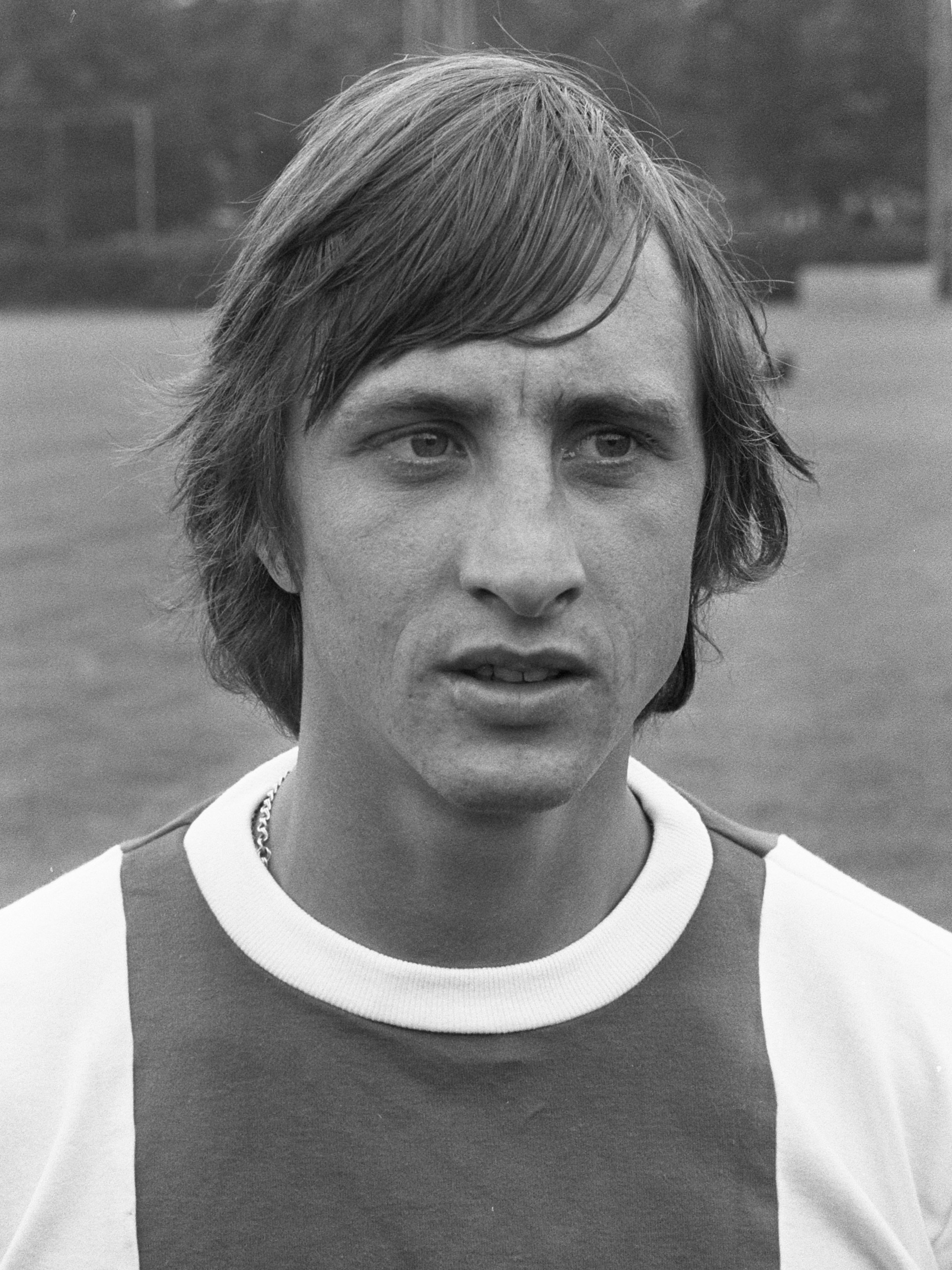
Cruyff ca jucător la Ajax în 1972

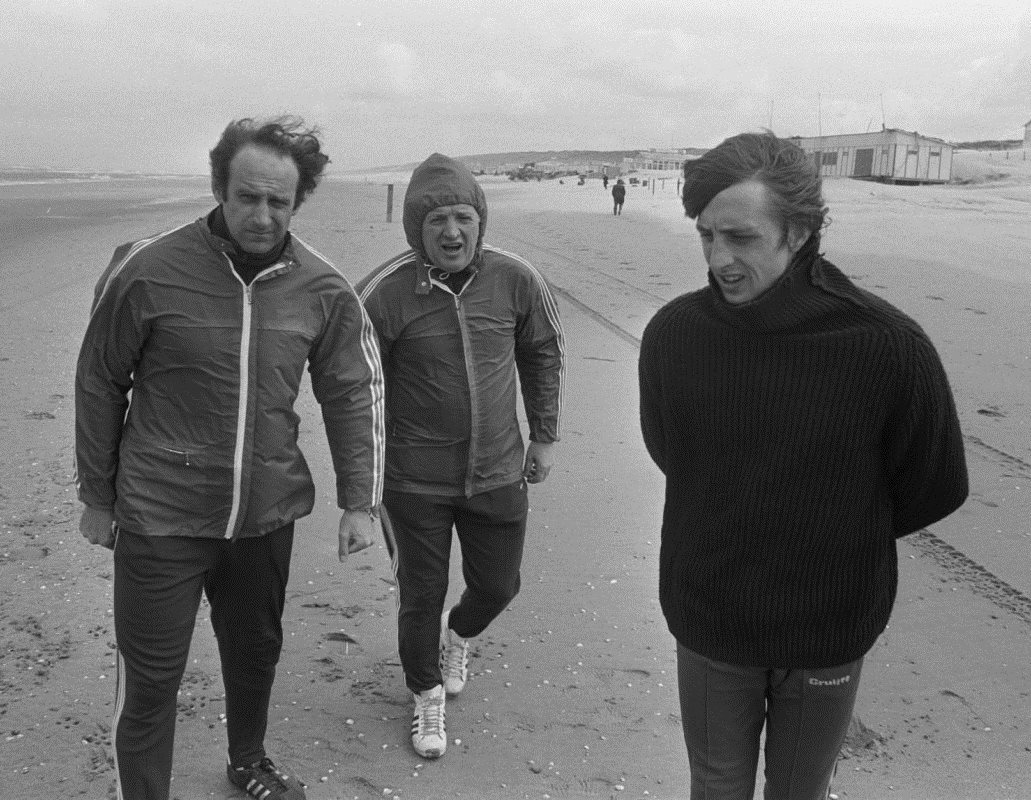
Cruyff alături de Piști Kovacs (centru) și secundul său la Ajax, Han Grijzenhout în 1972.

Pe data de 25 aprilie 1957, chiar în ziua în care împlinea zece ani, Johan Cruijff ajungea la juniorii clubului Ajax Amsterdam, club din orașul său natal. Pe 15 noiembrie 1964, la vârsta de doar 17 ani, Cruijff debuta în echipa mare a Ajaxului, într-un meci susținut împotriva formației FC Groningen, în Eredivisie (prima ligă din Țările de Jos). Deși Ajax a pierdut meciul, scorul fiind 3-1 pentru Groningen, Cruijff marca unicul gol al „lăncierilor”. Astfel, după 10 partide bifate pentru „lăncieri” și 4 goluri marcate în Eredivisie, Cruijff își încheia primul an de fotbalist profesionist. Nu fusese însă un an foarte grozav pentru Ajax Amsterdam, deoarece echipa a încheiat sezonul pe locul 13, cea mai slabă clasare de când Ajax era un club profesionist.
Sezonul 1965-1966 a fost însă primul sezon prolific făcut de Cruijff. În 1965, noul antrenor al Ajax-ului a fost numit Rinus Michels, cel care avea să devină mentorul lui Johan Cruijff. Michels a avut mare încredere în tânărul jucător, care împlinise în primăvară 18 ani, iar Cruijff nu l-a dezamăgit pe antrenorul său. Meciul care l-a convins pe Rinus Michels că Johan Cruijff merită să fie titular a fost victoria, scor 2-0, obținută de Ajax în fața concitadinilor de la Door Wilskracht Sterk. Cruijff a marcat ambele goluri, iar de atunci a devenit aproape nelipsit din echipă. Cruijff a reușit și primul hat-trick, într-o victorie cu 6-2 a Ajax-ului în fața formației SC Telstar. La doar patru zile după acest prim hat-trick, a urmat meciul din Cupă cu BV Veendam, o victorie cu 7-0 a „lăncierilor” în care Cruijff a marcat nu mai puțin de 4 goluri. În total, în ediția 1965-66 a Cupa Țărilor de Jos, Cruijff a marcat de 9 ori în doar 4 meciuri. La finalul unui sezon în care a evoluat în 25 de partide pentru Ajax și a marcat 23 de goluri (dintre care 19 partide și 15 goluri în Eredivisie), Johan Cruijff câștiga primul său titlu de campion al Țărilor de Jos.
Sezonul 1966-1967 a fost unul din cele mai bune pentru Johan Cruijff. În 30 de partide jucate pentru Ajax în Eredivisie, Johan Cruijff devenea golgheterul campionatului, marcând nu mai puțin de 33 goluri. Tot în acest sezon, a reușit primul event cupă-campionat, în Cupa Țărilor de Jos marcând 5 goluri în tot atâtea meciuri iar în Cupa Campionilor Europeni 3 goluri în 6 partide, Ajax fiind eliminată în sferturile de finală de către Dukla Praga.
Sezonul 1967-1968 i-a adus formației Ajax Amsterdam, și lui Johan Cruijff, al treilea titlu de campioană consecutiv. Cruijff a fost din nou golgeterul Ajax-ului, bifând 33 de partide în Eredivisie și marcând 25 de goluri. În sezonul următor, Cruijff nu a reușit să își treacă în palmares al patrulea titlu de campion consecutiv, însă avea să câștige pentru al treilea sezon consecutiv titlul de cel mai bun fotbalist din Eredivisie, după ce în 29 de partide a marcat 24 de goluri.
Chiar dacă nu a câștigat titlul, Cruijff a avut parte de o lungă aventură în Cupa Campionilor Europeni, care s-a încheiat numai în finala de la Madrid. În primul tur, Ajax a trecut de campioana Germaniei de Vest, 1. FC Nürnberg, cu scorul general de 5-1. În al doilea tur, Ajax a trecut de Fenerbahçe SK, 2-0 la Amsterdam și 2-0 la Istanbul, calificându-se în sferturi. De departe, cel mai greu meci, până în finală, a fost cel cu Benfica Lisabona. Chiar dacă în tur Benfica a învins la Amsterdam cu scorul de 3-1, Ajax a reușit aceeași ispravă în meciul retur, iar calificarea s-a decis într-un meci de baraj, câștigat de batavi cu scorul de 3-0.
După o victorie împotriva cehoslovacilor de la Spartak Trnava, 3-0 la Amsterdam, „lăncierii” se calificau în finală, deși formația cehoslovacă a învins cu 2-0 în retur. Finala a fost însă fără istoric pentru Ajax, care, deși cu deja marea vedetă Cruijff în teren, a fost învinsă cu scorul de 1-4. În sezonul 1969-1970 a reușit al doilea „event”, câștigând pentru a patra oară Eredivisie și pentru a doua oară Cupa Țărilor de Jos. În 33 de meciuri în Eredivisie, el a marcat 23 de goluri, iar în Cupă a marcat 6 goluri în 5 meciuri.
La începutul sezonului 1970-1971, Johan Cruijff a suferit o accidentare la inghinali, lipsind câteva săptămâni. A revenit într-un meci împotriva celor de la PSV : a fost primul meci în care a purtat celebrul său număr 14, deoarece până atunci purta numărul 9 sau 10. Pentru acea vreme, era ceva neobișnuit, deoarece jucătorii purtau numere de la 1 la 11. Până la urmă, s-a dovedit cu noroc pentru Johan, care a reușit, în acel sezon, să câștige prima Cupă a Campionilor Europeni din carieră, după o victorie cu 2-0 în fața celor de la Panathinaikos, echipă antrenată pe atunci de Ferenc Puskás, în finala disputată la Londra, pe Wembley. Tot în sezonul 1970-71, Cruijff a ratat titlul, care putea fi al cincilea din carieră, însă a reușit o performanță impresionantă : în meciul împotriva celor de la AZ Alkmaar, Cruijff a marcat șase goluri, iar Ajax a câștigat cu scorul de 8-1 ! În schimb, chiar dacă nu a câștigat titlul, și-a adăugat în palmares a treia Cupă a Țărilor de Jos. Tot în 1971, Johan Cruijff nu a avut ocazia să joace în Cupa Intercontinentală, deoarece Ajax a refuzat să evolueze în această competiție. Însă, la finalul anului, olandezul a câștigat Balonul de Aur, distincție care se acordă celui mai bun jucător al anului din Europa.
La finalul sezonului 1971-1972, Cruijff a ajuns din nou în finala Ligii Campionilor cu Ajax, întâlnind formația italiană Inter Milano. Cruijff a marcat ambele goluri ale lui Ajax, aducând a doua Cupă a Campionilor consecutivă pentru Ajax. A reușit să câștige o nouă Cupă a Țărilor de Jos, după ce a marcat golul decisiv în finala câștigată cu scorul de 3-2 în fața celor de la ADO Den Haag. A venit și al cincilea titlu de campion, iar contractul semnat pe o durată de șapte ani cu Ajax părea să îl țină la echipa lăncierilor pe durata întregii sale cariere de fotbalist. În acest sezon Ajax a participat în Cupa Intercontinentală, Cruijff adăugându-și un nou trofeu la palmares după victoria, scor 3-0, reputată în fața celor de la Independiente (în tur, în Argentina, scorul fusese egal, 1-1). De data aceasta cu Ștefan Covaci antrenor, Cruijff și-a adăugat a treia Cupă a Campionilor în palmares, după ce a învins în finală Juventus cu 1-0. A reușit să câștige și Supercupa Europei, după ce Ajax a trecut de Glasgow Rangers. În 1972, Cruijff reușea să câștige pentru a doua oară Balonul de Aur. La începutul sezonului 1973-1974, după doar 2 jucate pentru Ajax în noul sezon, Cruijff a fost vândut la FC Barcelona, pentru suma de 2 milioane de dolari.

### FC Barcelona (1973-1978)

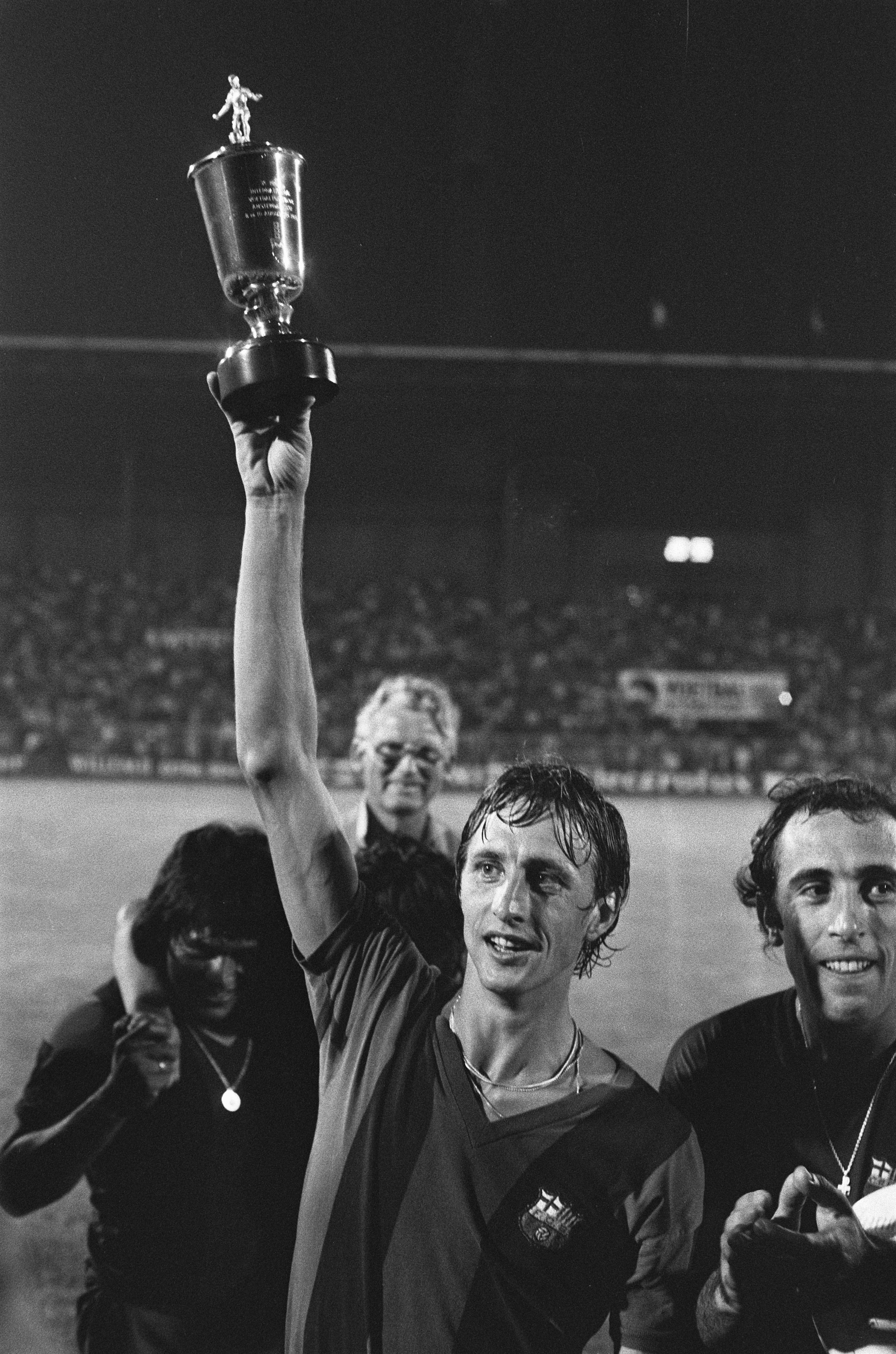
Cruyff la FC Barcelona în 1975

Johan Cruijff a contribuit la câștigarea titlului de către FC Barcelona în 1974 pentru prima oară după 14 ani, jucând și într-o victorie clară a Barcei împotriva marilor rivali de la Real Madrid (5-0). Atunci a declarat într-un interviu că nu ar semna niciodată pentru Real Madrid, club asociat cu conducătorul spaniol Francisco Franco.
În 1974 s-a născut al treilea său copil, căruia avea să îi dea un nume cu rezonanță catalană (Jordi). Peste două decenii, Cruijff avea să își conducă fiul de pe bancă, Jordi evoluând și el câteva sezoane pentru FC Barcelona. La finele anului, avea să devină primul fotbalist care primește de trei ori Balonul de Aur.
Chiar dacă a evoluat pentru FC Barcelona cinci sezoane, totalizând 143 de meciuri jucate în tricoul blau-grana și marcând un număr impresionant de goluri în Primera Division, 48, Johan Cruijff nu a reușit niciodată să câștige cu Barcelona un trofeu european ca jucător; mai mult, a câștigat doar două trofee cu Barca, în afară de titlul de campion al Spaniei adăugându-și în palmares și Copa del Rey câștigată în 1978.
Momentul de vârf al lui Johan Cruijff la FC Barcelona a fost un gol marcat în poarta celor de la Atletico Madrid, gol care a fost numit Golul fantomă. Deși fusese servit de către un coleg cu o centrare prea lungă, Cruijff s-a întins după balon, care depășise colțul lung al porții și era la nivelul pieptului jucătorului olandez, și cu un ultim efort l-a trimis cu călcâiul din săritură peste portarul Miguel Reina (tatăl mai-cunoscutului Jose Reina).

### Los Angeles Aztecs și Washington Diplomats (1979-1981)
În anul 1979, Johan Cruijff era dat ca sigur drept noul jucător al celor de la New York Cosmos, o echipă unde ajungeau jucători europeni trecuți de vârsta de 30 de ani. Deși a jucat câteva meciuri amicale pentru Cosmos, Cruijff nu a mai ajuns la această echipă, însă destinația sa a fost tot America, el semnând un contract cu formația Los Angeles Aztecs.
A stat la echipa din Los Angeles doar un sezon, evoluând în 27 de partide și marcând 16 goluri. Deși mulți se așteptau la o revenire a lui Cruijff în Europa, el a semnat cu o altă echipă din Liga de Fotbal Nord-Americană, Washington Diplomats. La Diplomats, a reușit să bifeze 27 de prezențe în Liga de Fotbal Nord-Americană, marcând 10 goluri. A terminat sezonul pe locul 2, iar la finalul acestuia, a plecat să joace pentru Levante UD, în Segunda Division. După 10 meciuri la a doua echipă a orașului Valencia și 2 goluri marcate pentru aceasta, s-a întors la Washington Diplomats. Nu a mai apucat să joace decât 5 meciuri în noul sezon, datorită unei accidentări suferite într-un meci demonstrativ în care a evoluat pentru AC Milan, părăsind Statele Unite ale Americii pentru revenirea în Țările de Jos. În același an, 1981, formația din Washington avea să se desființeze.

### Ajax (1981-1983) și Feyenoord (1983-1984)

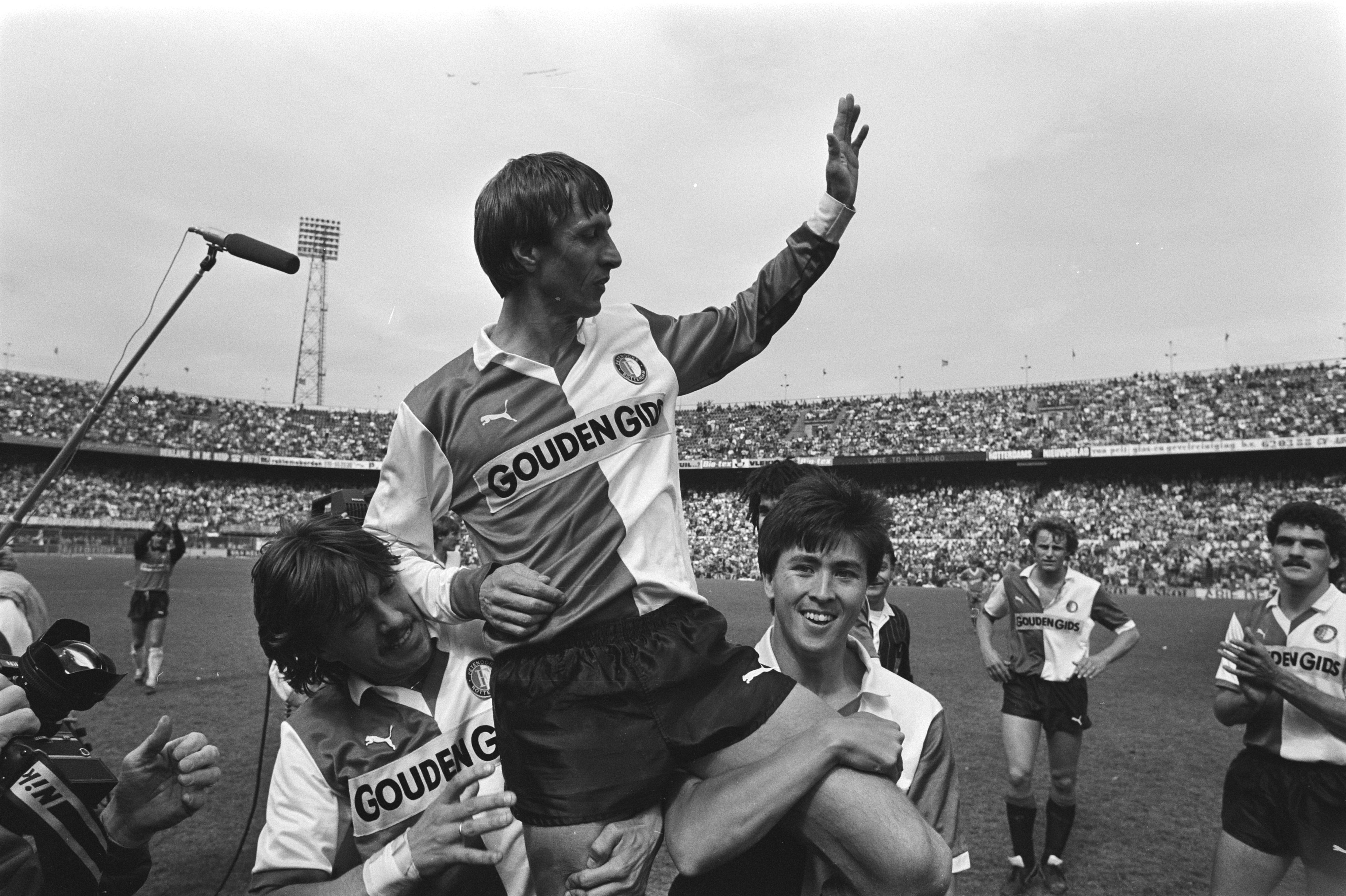
Cruyff la Feyenoord la meciul de retragere din 1984

S-a întors să joace la Ajax în 1981 (după ce în sezonul trecut fusese consultantul lui Leo Beenhakker), și în primul sezon de la revenirea din Statele Unite a evoluat în aproape toate meciurile rămase până la finele sezonului, 15, marcând 7 goluri. A câștigat până la urmă titlul de campion în Țările de Jos. Deși în anul 1982 împlinise 35 de ani, Johan Cruijff reușea să câștige al șaptelea titlu de campion al Țărilor de Jos cu Ajax.
În această a doua perioadă petrecută la Ajax, a mai câștigat un titlu de campion al Țărilor de Jos și o Cupă a Țărilor de Jos, îînsă va rămâne memorabil un gol înscris de el în partida susținută de Ajax împotriva celor de la Helmond Sport. Cruyff înscrisese din penalty la fel cum o făcea Rik Coppens cu 25 de ani în urmă. Fiind desemnat să bată o lovitură de la unsprezece metri, Johan Cruijff nu a șutat, cum se aștepta toată lumea, ci a pasat în lateral către colegul său, danezul Jesper Olsen. Acesta i-a returnat balonul, iar Criujff a marcat nestingherit, deoarece portarul celor de la Helmond, Otto Versfeld, neînțelegând ce se petrece, nu a schițat niciun gest.
La finalul sezonului 1982-1983, conducătorii lui Ajax au refuzat să îi prelungească contractul lui Johan Cruijff, principalul motiv fiind că jucătorul de legendă al "lăncierilor" trecuse deja de a 36-a aniversare, iar politica clubului din Amsterdam era, ca și astăzi, promovarea tinerelor talente. Pentru a se răzbuna față de conducătorii clubului pentru care jucase în total 276 de partide și înscrisese 204 de goluri, Johan a semnat un contract valabil pe un an cu marea rivală a Ajax-ului, Feyenoord Rotterdam.
Pentru echipa din Rotterdam, Johan Cruijff a evoluat într-un număr mare de meciuri pentru vârsta sa și pentru poziția solicitantă în care juca, 33 în Eredivisie, 7 în Cupa Țărilor de Jos și 4 în Cupele Europene (în total, 44 de partide). A marcat și 13 goluri în toate competițiile pentru Feyenoord (dintre care 11 în campionat), aducând un aport decisiv în câștigarea eventului campionat - cupă în fața fostei sale formații, Ajax Amsterdam.
Astfel, în vara anului 1984, la vârsta de 37 de ani și câteva săptămâni, Johan Cruijff se retrăgea din activitatea de fotbalist profesionist, după ce arătase un fotbal extrem de tehnic și rapid prestat de el la fiecare echipă la care a evoluat.

## Cariera la echipa națională

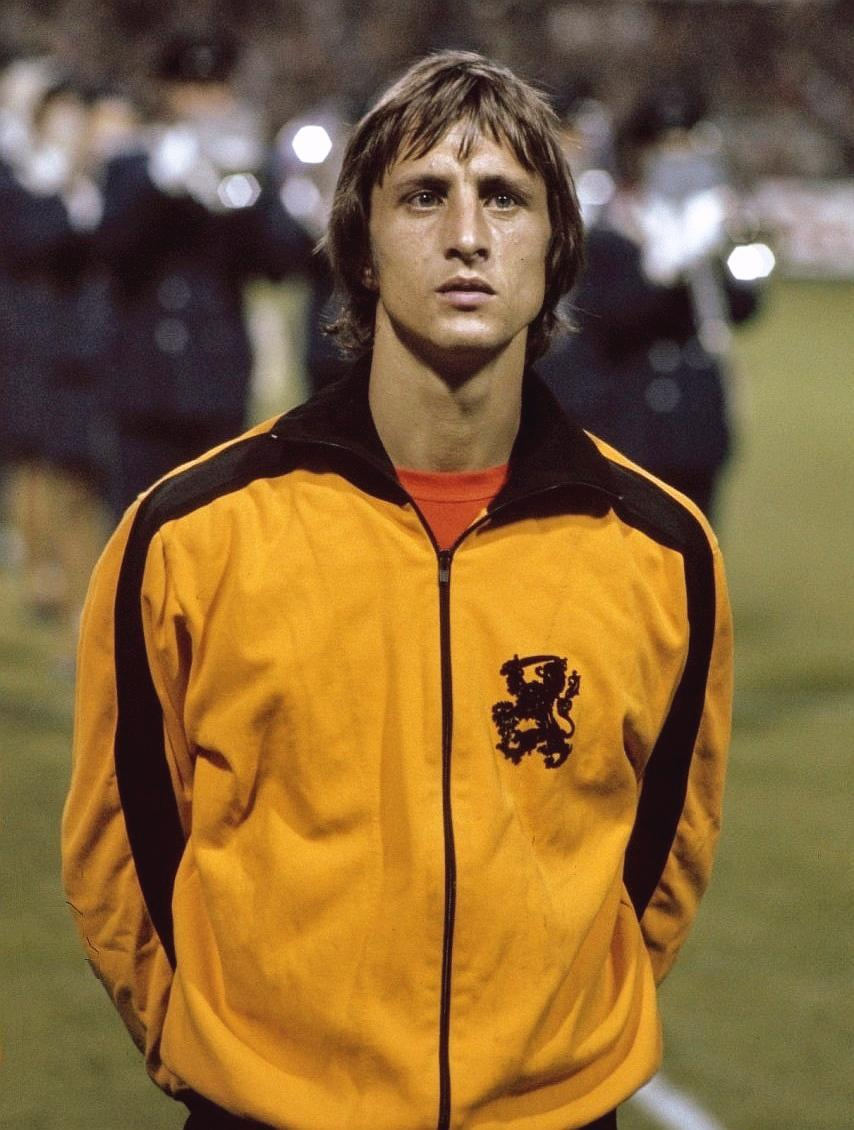
Cruyff la echipa națională a Țărilor de Jos în 1973.

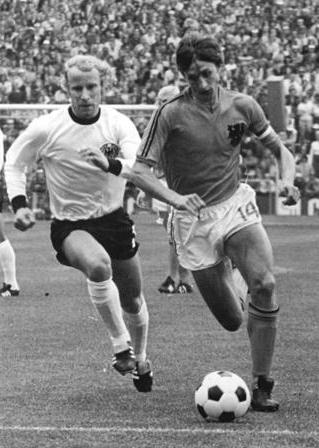
Cruyff într-un duel cu Berti Vogts în finala Campionatului Mondial de Fotbal 1974.

A debutat la echipa națională de fotbal a Țărilor de Jos în anul 1966, iar de atunci a bifat 48 de partide pentru naționala batavă, marcând 33 de goluri.
Debutul său la națională nu avea să fie însă atât de strălucit. În chiar cel de-al doilea meci pentru Țările de Jos, Johan Cruijff avea să fie eliminat. Poate acest eveniment neplăcut nu ar fi avut urmări, dacă Cruijff nu ar fi fost primul eliminat din istoria echipei naționale a Țărilor de Jos. Astfel, el a fost suspendat de către Federația Olandeză de Fotbal (KNVB) pe o perioadă de un an, timp în care nu a avut voie să joace pentru echipa națională.
Cruijff a fost liderul echipei Țărilor de Jos la Campionatul Mondial de Fotbal 1974. Deși nu a marcat niciun gol în grupe, Țările de Jos s-a calificat, iar în turul secund, el a marcat o dublă în meciul cu Argentina (câștigat cu 4-0 de Țările de Jos) și un gol în meciul cu Brazilia (câștigat cu 2-0). Astfel, Țările de Jos ajungea în finală, pe care avea să o dispute împotriva Germaniei de Vest, gazda turneului.
În minutul 2 al finalei, Johan Cruijff este faultat în careu de către Uli Hoeneß, iar arbitrul partidei, englezul Jack Taylor, acordă penalty. Neeskens avea să înscrie, iar olandezii conduceau fără ca germanii să fi atins încă mingea. Până la urmă, echipă condusă în teren de Franz Beckenbauer a reușit să întoarcă scorul și să învingă cu scorul de 2-1, însă „Fotbalul Total” practicat de Țările de Jos la acest turneu final avea să rămână mereu în imaginea fanilor sportului-rege.
În 1977, familia lui Johan Cruijff a fost aproape să fie răpită, iar din această cauză Johan Cruijff a ratat Campionatul Mondial din 1978, turneu final la care Țările de Jos a ajuns în urma meciurilor excelente făcute de Cruijff în preliminarii. În 2008, Cruijff a explicat că trebuie să fii pregătit psihic 200 % pentru a juca la Campionatul Mondial, iar presiunea era prea mare pe umerii săi.
Chiar dacă părea doar ceva temporar, Cruijff avea să se retragă din națională în 1978, la vârsta de 31 de ani.

## Cariera de antrenor

### Ajax Amsterdam (1986-1988)

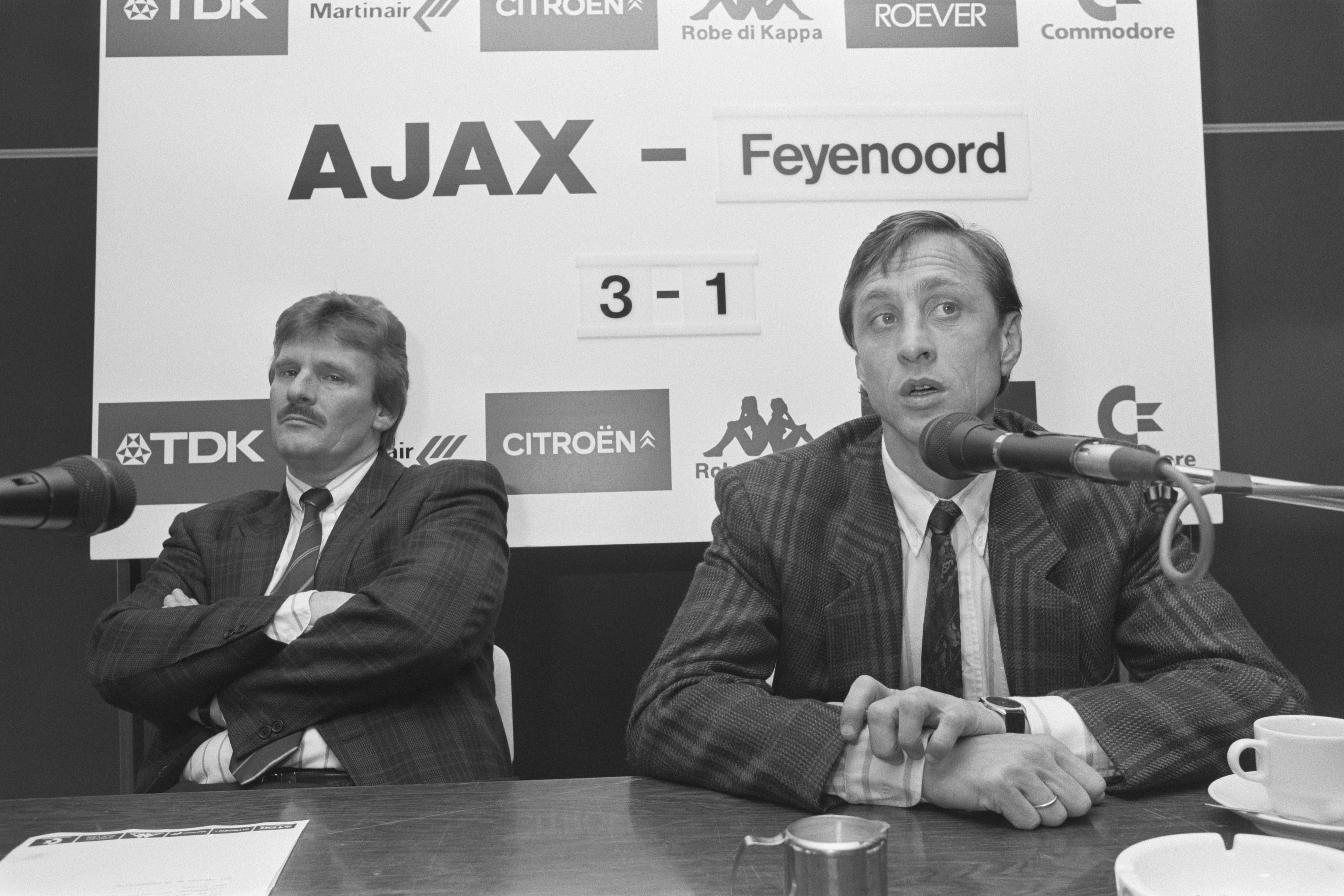
Cruyff la o conferință de presă în 1987

În anul 1986, Johan Cruijff a preluat banca tehnică a clubului care l-a făcut fotbalist, Ajax Amsterdam, el înlocuindu-l pe Aad de Mos.
Sezonul 1985-1986 avea să demonstreze faptul că Johan Cruijff învățase multe de la Rinus Michels. Chiar dacă Ajax nu a câștigat titlul de campioană, jucătorii antrenați de Johan Cruijff au marcat nu mai puțin de 120 de goluri, noul antrenor al "lăncierilor" demonstrând că "Fotbalul Total" practicat de el în urmă cu un deceniu și jumătate la Ajax putea fi pus în aplicare și de către noi săi elevi.
În acest prim sezon al său la Ajax nu a reușit să câștige titlul, însă a cucerit Cupa Țărilor de Jos, acesta fiind primul trofeu pe care Cruijff îl câștiga în cariera sa de antrenor.
Prima reușită a lui Johan Cruijff pe plan european s-a petrecut tot pe banca de antrenor a celor de la Ajax Amsterdam. Acest succes a fost câștigarea Cupei Cupelor, în anul 1987. Ajax a jucat finala în fața celor de la Lokomotiv Leipzig, „lăncierii” impunându-se prin golul marcat de cel care era considerat urmașul lui Johan Cruijff, Marco van Basten.
După ce a mai câștigat o Cupă a Țărilor de Jos, Cruijff a părăsit Ajax Amsterdam pentru a antrena la o altă echipă la care evoluase de asemenea în trecut, FC Barcelona.

### FC Barcelona (1988-1996)
Primul trofeu câștigat de Cruijff la Barcelona a fost un trofeu pe care deja îl avea în palmaresul său de antrenor, Cupa Cupelor, adăugându-l pentru a doua oară în anul 1989. Astfel, pe Wankdorf din Berna, Barcelona învingea formația italiană Sampdoria, adăugându-și trofeul pentru a treia oară în palmares. În 1990, a reușit să câștige pentru prima oară și Copa del Rey, după ce FC Barcelona a trecut de marea rivală, Real Madrid, cu scorul de 2-0, într-un meci disputat la Valencia. Primul sezon de Primera Division câștigat de pe banca de antrenor de Cruijff a fost sezonul 1990-1991. Au urmat încă trei, Cruijff câștigând, în total, 4 ediții consecutive ale campionatului Spaniei.
În anul 1991, a renunțat la marele său viciu, fumatul (obișnuia să fumeze 20 de țigări pe zi), după ce a suferit o dublă operație de by-pass.
În anul 1992, a reușit o mare performanță: a câștigat Cupa Campionilor Europeni și de pe banca de antrenor, după ce în anii '70 o făcuse și din teren. După ce a trecut de nume grele ale Europei, precum Benfica Lisabona, Dinamo Kiev sau 1. FC Kaiserslautern, formația catalană avea să întâlnească în finală formația italiană Sampdoria Genova, pe care o întâlnise și în urmă cu câțiva ani în finala Cupei Cupelor. Chiar dacă italienii, la care evoluau, printre alții, Gianluca Vialli, Roberto Mancini sau Srecko Katanec, au împins meciul în prelungiri, conaționalul lui Cruijff, Ronald Koeman, a marcat în minutul 112, aducând Cupa Campionilor la Barcelona.
Ultimul trofeu câștigat de Cruijff la Barcelona a fost Supercupa Europei, după ce a trecut de nemții de la Werder Bremen cu scorul general de 3-2. După ce în tur a fost 1-1 la Bremen, catalanii au învins cu 2-1 pe Camp Nou, aducându-i lui Cruijff un nou trofeu pe lista sa impresionantă.
Au urmat patru ani în care nu a mai reușit să câștige niciun trofeu, iar în anul 1996 a fost îndepărtat de la clubul blau-grana, în locul său fiind instalat englezul Bobby Robson.

## Palmares

### Ca jucător

#### Ajax Amsterdam
- Eredivisie: 1966, 1967, 1968, 1970, 1972, 1973, 1982, 1983
- Cupa Țărilor de Jos: 1967, 1970, 1971, 1972, 1983
- Cupa UEFA Intertoto: 1968
- Cupa Campionilor Europeni: 1971, 1972, 1973
- Supercupa Europei: 1972, 1973
- Cupa Intercontinentală: 1972

#### FC Barcelona
- Primera División: 1974
- Copa del Rey: 1978

#### Feyenoord Rotterdam
- Eredivisie: 1984
- Cupa Țărilor de Jos: 1984

#### Individuale
- Balonul de Aur: 1971, 1973, 1974
- Golgheterul Țărilor de Jos: 1966-67, 1971-72
- Sportivul anului în Țările de Jos: 1984

### Ca antrenor

#### Ajax Amsterdam
- Cupa Cupelor: 1987
- Cupa Țărilor de Jos: 1986, 1987

#### FC Barcelona
- Primera Division: 1991, 1992, 1993, 1994
- Copa del Rey: 1990
- Cupa Cupelor: 1989
- Cupa Campionilor Europeni: 1992
- Supercupa Europei: 1992